# 小林星蘭
小林 星蘭（こばやし せいらん、2004年（平成16年）9月25日 - ）は、日本の女優であり元子役、タレント、声優。東京都青梅市出身。ATプロダクション所属。

## 略歴
- 2009年（平成21年）4月に、カルピスのCMで芸能界デビューした。同年5月、『サマヨイザクラ』でテレビドラマ初出演。
- 2010年（平成22年）9月に、『君が踊る、夏』で映画に初出演する。同年のテレビドラマ『夏の恋は虹色に輝く』に出演して、2011年（平成23年）にはテレビドラマ『名前をなくした女神』に出演した。
- 2012年（平成24年）8月に、同じ事務所で親友の谷花音と「すたーふらわー」として歌手デビューした[1]。

## 人物
- 青が好きである。長所、短所は共に負けず嫌いな所である。
- 2009年（平成21年）に放送されたカルピスのCMで注目を集め[2]、それ以降、様々なドラマや映画に起用されるようになった。
- 新小学1年生から出演者を募ったNTT東日本のCM「春のお祝い電報・入学篇」（2011年）に起用された際は表情が印象に残りやすいことと、女優としての風格を感じさせる点が評価されている[2]。なお、リアリティをコンセプトとしているこのCMでは、母親との共演も果たしている（母親は手元が映るバックショットのみ）。
- 2018年（平成30年）に放送されたテレビアニメ『若おかみは小学生!』で主人公・おっこ（関織子）の声優を務めた。原作の児童文学を愛読しており、オーディション合格の際には思わず感涙したという。それまでアニメの声優経験は少なかったが、子役時の演技力を生かして感情豊かにおっこを好演。視聴者から声優としての小林を評価する声があがり、劇場アニメ版の監督を務めた高坂希太郎からも絶賛されている[3]。

## 出演

### テレビドラマ
- サマヨイザクラ（2009年5月30日、フジテレビ） - 堂島未来（幼少期） 役
- チャレンジド（2009年10月10日 - 11月17日、NHK） - 友坂真鈴（幼少期） 役
- 浅見光彦〜最終章〜 第1話（2009年10月21日、TBS） - 藤波真琴（幼少期） 役
- 卒うた 第2夜（2010年3月2日、フジテレビ） - 山崎真理子（幼少期） 役
- 八日目の蝉（2010年3月30日 - 5月4日、NHK） - 薫（幼少期） 役[4]
- 離婚シンドローム（2010年6月30日、日本テレビ） - 伊藤アリサ 役
- 夏の恋は虹色に輝く（2010年7月19日 - 9月20日、フジテレビ） - 北村海 役
- 明日もまた生きていこう（2010年10月25日、TBS） - 進藤みちる 役
- 渡る世間は鬼ばかり（TBS） - 竹下春菜 役
  - 最終シリーズ 第15回 - 最終回（2011年2月3日 - 9月29日）
  - 2012年スペシャル 後篇（2012年9月24日）
- CONTROL〜犯罪心理捜査〜 第8話・第9話（2011年3月1日・8日、フジテレビ） - 塚原綾菜 役
- 名前をなくした女神（2011年4月12日 - 6月21日、フジテレビ） - 本宮彩香 役
- 帰郷（2011年12月23日、TBS） - 吉原沙織 役
- ブラックボード〜時代と戦った教師たち〜 第1夜（2012年4月5日、TBS） - 高原逸子 役[5]
- 金曜プレステージ（フジテレビ）
  - 小京都連続殺人事件（2012年5月4日） - 菱沼咲子（幼少期） 役
  - 女請負人〜仕掛けられた女の罠〜（2014年9月12日） - 愛 役
- 一休さん（2012年6月30日、フジテレビ） - さよちゃん 役[6]
  - 一休さん2（2013年5月5日）[7]
- つるかめ助産院〜南の島から〜（2012年8月28日 - 10月16日、NHK） - 小野寺まりあ（幼少期） 役
- みをつくし料理帖 （テレビ朝日） - 澪（幼少期） 役
  - 1（2012年9月22日）[8][9]
  - 2（2014年6月8日）
- ぱじ〜ジイジと孫娘の愛情物語～（2013年3月27日、テレビ東京） - 咲田もも 役[10][11]
- 激流〜私を憶えていますか?〜（2013年6月25日 - 8月13日、NHK） - 河野華 役
- Oh, My Dad !! 第4話・第6話・第8話（2013年8月1日・15日・29日、フジテレビ） - えりな 役
- 謎解きはディナーのあとで スペシャル 船上探偵・影山 CASE3（2013年8月1日、フジテレビ） - 磯村楓 役
- ちょっとは、ダラズに。（2014年1月29日、NHK BSプレミアム） - 若水愛歌 役[12][13]
- 駐在刑事（テレビ東京） - 沢井真紀 役
  - 1（2014年4月2日）
  - 2（2015年4月15日）
  - 3（2015年9月16日）
  - 4（2016年12月14日）
  - 5（2017年10月13日）[14]
  - 連続ドラマ（2018年10月19日 - 12月7日）
  - 駐在刑事 Season2（2020年1月24日 - 3月6日）
  - 駐在刑事SP2021（2021年5月24日）
  - 駐在刑事 Season3（2022年1月14日 - 2月25日）
  - 駐在刑事SP2023（2023年9月25日）[15]
- ペテロの葬列（2014年7月7日 - 9月15日、TBS） - 杉村桃子 役
- ドクターX〜外科医・大門未知子〜 第8話（2014年11月27日、テレビ朝日） - 八田ちひろ 役
- オリエント急行殺人事件（2015年1月11日・12日、フジテレビ） - 剛力聖子 役
- サマー・ストーカーズ・ブルース（2015年9月26日、フジテレビ） - 永井ハル（幼少期） 役
- 手裏剣戦隊ニンニンジャー 忍びの38（2015年11月22日、テレビ朝日） - エレナ 役
- ふつうが一番 —作家・藤沢周平 父の一言—（2016年7月4日、TBS） - 小菅展子 役
- ボクのお年玉はどこ?（2017年1月3日、メ～テレ）
- 青い鳥なんて（2017年10月22日、フジテレビTWO） - 鳥を探す少女 役
- 監察医 朝顔 第6話（2019年8月19日、フジテレビ） - 黒岩友里 役
- メンタル強め美女白川さん（2022年4月7日 - 6月23日、テレビ東京） - ナレーション[16]
- 石子と羽男-そんなコトで訴えます?- 第7話（2022年8月26日、TBS） - 東美冬 役

### 映画
- 君が踊る、夏（2010年9月11日、東映） - 野上さくら（幼少期）役
- SP THE MOTION PICTURE（東宝）
  - 野望篇（2010年10月30日）
  - 革命篇（2011年3月12日）
- SPOTLIGHT（2012年3月28日） - 少女 役※「第4回沖縄国際映画祭」上映作品[17][18][19]
- テコンドー魂〜Rebirth〜（2014年2月15日、東映ビデオ） - ルイ 役[20]
- あきる野物語 空色の旅人（2015年11月14日、トリプルアップ）

### 吹き替え
- I LOVE スヌーピー THE PEANUTS MOVIE（2015年12月4日、20世紀フォックス） - サリー・ブラウン 役[21][22][23]
- ライオン・キング（2019年8月9日、ウォルト・ディズニー・ジャパン） - 幼いナラ 役

### バラエティ
- 雑学家族（2012年4月28日 - 2013年3月23日、テレビ朝日） - 長女 役[24][25]
- あいつ今何してる?（2015年10月10日 - 2021年9月22日、テレビ朝日） - ナレーション[26]

### テレビアニメ
- スペース☆ダンディ EPISODE18（2014年8月3日、TOKYO MX 他） - エシメ 役[27]
- 若おかみは小学生!（2018年4月8日 - 9月23日、テレビ東京） - 主演・関織子 役[28]
- 僕のヒーローアカデミア（2019年10月 - 、読売テレビ 他） - 壊理 役[29]
- ストライクウィッチーズ ROAD to BERLIN（2020年10月8日、TOKYO MX 他） - アルテア・グリマーニ 役
- 100万の命の上に俺は立っている（2021年8月7日、TOKYO MX 他） - ゲームマスター 役

### 劇場アニメ
- 若おかみは小学生!（2018年9月21日、ギャガ） - 主演・関織子 役[30][31][32]
- 映画 おしりたんてい テントウムシいせきの なぞ（2020年4月24日、東映） - パンタン 役[33]
- 映画 ヒーリングっど♥プリキュア ゆめのまちでキュン!っとGoGo!大変身!!（2021年3月20日、東映） - カグヤ 役[34]
- 夏へのトンネル、さよならの出口（2022年9月9日、ポニーキャニオン） - 塔野カレン 役[35]

### Webアニメ
- スター・ウォーズ: ビジョンズ『のらうさロップと緋桜お蝶』（2021年9月22日、Disney+） - ロップ 役[36]

### インターネットテレビ
- 空にいちばん近い幸せ（2010年12月3日 - 31日、LISMO Channel） - 星乃 役[37]
- いぬのメリー 幸せを運ぶ伝書犬（2011年2月20日、BeeTV） - 元木ユキ 役

### その他のテレビ番組
- 〜歌のワイドショー〜音楽の森（2016年10月15日 - 2017年3月25日、テレビ東京） - アシスタント[38]
- よみがえれ!!あなたの青春 フォーク&ポップス!（2019年7月7日、BSテレ東） - 司会[39]

### 舞台
- Rody Musical 2012（2012年7月21日 - 29日、前進座劇場） - 主演・ロディ 役
- img「明日の卒業生たち[40]」（2023年4月8日 - 16日、すみだパークシアター倉） - 石原里実 役[41]

### CM
- カルピス （2009年4月24日 - ）
- P&G ボールド（2009年7月15日 - ）
- ダスキン ミスタードーナツ 「40周年ありがとう。キャンペーン」（2010年1月 - ）
- 静岡県 「父親の子育て参加応援」（2010年2月 - ）
- ACジャパン 「3R推進団体連絡会」（2010年7月1日 - ）
- スタジオ・アン（2010年10月 - ）[注 1]
- ヤマサ醤油
  - 昆布ぽん酢（2010年10月29日 - ）
  - 昆布ぽん酢スーパーマイルド（2011年9月21日 - ）
- 小林製薬 除菌ができるタフデント（2011年4月 - ） - 除菌ちゃん 役
- NTT東日本 春のお祝い電報（2011年4月 - ）
- 資生堂 専科 ミネラルウォーターでつくったUVジェル（2011年4月1日 - ）
- 浦上ふとん店（2011年6月 - ）[注 2]
- 日本バナナ輸入組合（2011年8月 - 2012年3月） - WEB広告
- ソニー ハンディカム（2011年8月27日 - ） - WEB広告
- ニトリ 2012年モデル ニトリオリジナルランドセル「わんぱく組」（2011年8月27日 - ） - WEB広告
- 米久 御殿場高原あらびきポーク（2011年11月1日 - ） - WEB広告[注 3][42][43]
- H.I.S.（2012年3月31日 - ）[44]
- 日本生命保険 セ・パ交流戦（2012年4月18日 - ） - みらいちゃん 役[45]
- 日医工 企業CM（2012年5月11日 - ）[46][47]
- スズキ
  - アルトエコ（2012年7月5日 - ）
  - スズキ 初売り祭り（2013年12月29日 - ）
- コージィコーポレーション BABYDOLL（2012年10月1日 - ）[48]
- 森永製菓
  - 森永ココア（2012年11月 - ）[49]
  - ハイチュウ（2013年2月 - ）
- 大阪地下街 なんばウォーク 「BARGAIN NAMBAWAN」（2012年12月28日 - ） - WEB広告[50]
- 全国引越専門協同組合連合会 ハトのマークの引越センター関西（2013年1月 - ）
- 花王 ハッピークリスマスクリーニング（2013年11月 - ）

### MV
- flumpool 配信限定シングル『見つめていたい』（2009年11月18日） - 赤い糸で繋がった女の子（幼少期） 役
- サーターアンダギー 5thシングル『君が辻』（2011年8月10日） - 運命の少女（幼少期） 役
- 玉城千春 1stシングル『神様』（2011年10月19日）[51][52]